# La Force, Aude

La Force este o comună în departamentul Aude din sudul Franței. În 1 ianuarie 2022 avea o populație de 259 de locuitori.